# Langskib
Langskibe fra vikingetiden var meget hurtige og solide. Fra Danmark kendes Ladbyskibet.
For at regnes som langskib, må længden være mindst 15 meter. Langskibene var bygget, så de kunne sejle næsten helt ind til kysten. De var smalle, og dermed svære at manøvrere, men til gengæld hurtige. De havde mast og sejl, samt huller hele vejen langs skibets ræling til de mange årer.
De norske langskibe kunne være 30-50 meter lange og havde en besætning på op til 60 mand. De danske eksemplarer var 17 og 30 meter lange, formodentlig med en besætning på henholdsvis 30 og 50 mand.
Der er lavet mange rekonstruktioner af langskibe, som sejler med op til 20 kilometer i timen.
Tre af de mest kendte norske langskibe er udstillet på Bygdøy i Oslo: Osebergskibet, Gokstadskibet og Tuneskibet.
Dertil er der fundet fem andre norske langskibe, som var mindre godt bevaret: Myklebustskibet, Borreskibet, Storhaugskibet, Grønhaugskibet og Jellestadskibet.

## Drageskibe
Drageskibe var langskibe med et udskåret dragehoved i stævnen for at markere statusen til den konge eller høvding, skibet tilhørte. De fleste langskibe var ikke udstyret med dragehoved.
Også andre dyrehoveder kendes. Olav Haraldssons skib Visunden fik sit navn fra det forgyldte "visundhoved" (dvs. bisonhoved) i stævnen.
I Olav Tryggvasons saga omtales Ormen Lange som "en drage, gjort efter mønster af Ormen, som kongen havde med fra Hålogaland; men skibet var meget større og i alle dele gjort med mere omhu. Dette kaldte han Ormen Lange, men det andet blev hedende Ormen Skamme."
I Håkon Håkonssons saga omtales, at kongens skib hed Dragen. Det beskrives som udstyret med forgyldte hoveder og 25 rorbænke.
På Bayeuxtæppet skildres slaget ved Hastings med drageskibe i 1066.